# Ordynacja Ostrogska

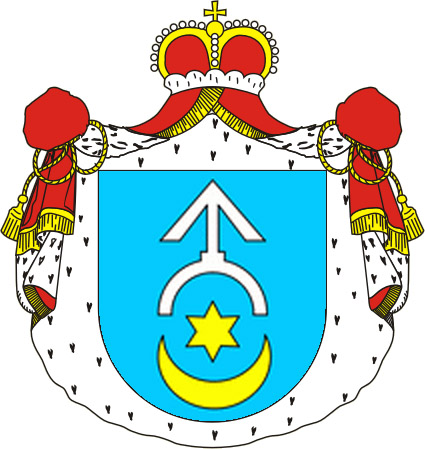
Herb Ostrogski

Ordynacja Ostrogska – ordynacja rodowa w Rzeczypospolitej Obojga Narodów założona w 1609 roku przez Janusza Ostrogskiego. Rozwiązana decyzją Sejmu w 1766 roku.
Ordynacja Ostrogska została założona na początku XVII wieku dla uświetnienia potęgi rodu książąt Ostrogskich. W chwili powstania była największym tego typu majątkiem w Rzeczypospolitej. W jej skład wchodziły 24 miasta i 592 wsie.
Po śmierci fundatora w 1620 roku fideikomis przeszedł na spokrewnionych z nim książąt Ostrogskich-Zasławskich, a następnie Lubomirskich i Sanguszków.
Przejęcie latyfundium przez ród Sanguszków stało się powodem ich długoletniego sporu z rodem Lubomirskich.
W 1753 r. Janusz Aleksander Sanguszko za namową książąt Czartoryskich zawarł ugodę kolbuszowską. Na jej mocy Ordynacja Ostrogska została rozwiązana, a jej majątek uległ parcelacji pomiędzy największe rodziny magnackie Korony Królestwa Polskiego: Potockich, Lubomirskich, Jabłonowskich, Małachowskich, Czackich, Sapiehów, Szydłowskich i Czartoryskich. 
Podział ordynacji posłużył później Familii do werbowania stronników na rzecz reform ustrojowych Rzeczypospolitej oraz przyniósł wzrost znaczenia książąt Lubomirskich. Z drugiej strony przyczynił się do głośnego XVIII-wiecznego skandalu politycznego, o którym wspominał Jędrzej Kitowicz w Opisie obyczajów za panowania Augusta III.
Kasatę ordynacji zatwierdził Sejm z 1766 r.

## Ordynaci
- Janusz Ostrogski, I ordynat
- Aleksander Ostrogski-Zasławski, II ordynat
- Władysław Dominik Ostrogski-Zasławski, III ordynat
- Aleksander Janusz Ostrogski-Zasławski, IV ordynat
- Teofila Ludwika Zasławska, V ordynatka
- Aleksander Dominik Lubomirski, VI ordynat
- Paweł Karol Sanguszko, VII ordynat
- Janusz Aleksander Sanguszko, VIII ordynat